# Bronckhorst
Bronckhorst és un municipi de la província de Gelderland, al centre-oest dels Països Baixos. L'1 de gener del 2009 tenia 37.836 habitants repartits sobre una superfície de 286,41 km² (dels quals 2,82 km² corresponen a aigua). Limita al nord-oest amb Brummen, al nord amb Zutphen i Lochem, al nord-oest amb Berkelland, a l'oest amb Rheden, a l'est amb Oost Gelre, al sud-oest amb Zevenaar i Doesburg, al sud amb Doetinchem i al sud-oest amb Oude IJsselstreek.

## Centres de població
Achter-Drempt, Baak, Bekveld, Bronkhorst, Delden, Dunsborg, Eldrik, Gooi, Halle, Halle-Heide, Halle-Nijman, Hengelo (Gld.), Hoog-Keppel, Heidenhoek, Hummelo, Keijenborg, Kranenburg, Laag-Keppel, Linde, Medler, Mossel, Noordink, Olburgen, Rha, Steenderen, Toldijk, Veldwijk, Velswijk, Vierakker, Voor-Drempt, Varssel, Veldhoek, Vorden, Wassinkbrink, Wichmond, Wildenborch, Wolfersveen i Zelhem.

## Administració
El consistori consta de 25 membres, compost per:
- Crida Demòcrata Cristiana, (CDA) 10 regidors
- Partit del Treball, (PvdA) 7 regidors
- Partit Popular per la Llibertat i la Democràcia, (VVD) 6 regidors
- Demòcrates 66, 1 regidor
- GroenLinks, 1 regidor